# Ituglanis bambui
Ituglanis bambui és una espècie de peix de la família dels tricomictèrids i de l'ordre dels siluriformes.

## Morfologia
Els mascles poden assolir els 4,6 cm de llargària total.

## Distribució geogràfica
Es troba a Sud-amèrica: centre del Brasil.